# Thụ thể tế bào B

Các thụ thể tế bào B bao gồm cả CD79 và immunoglobulin. Màng sinh chất của tế bào B được chỉ định bởi các phospholipid xanh. Các thụ thể tế bào B mở rộng cả bên ngoài tế bào (phía trên màng plasma) và bên trong tế bào (bên dưới màng).

Thụ thể tế bào B (Bcell receptor, BCR) bao gồm các phân tử immunoglobulin tạo thành protein thụ thể xuyên màng loại 1 thường nằm ở bề mặt ngoài của một loại tế bào lympho được gọi là tế bào B. Thông qua tín hiệu sinh hóa và bằng cách thu nhận các kháng nguyên vật lý từ các khớp thần kinh miễn dịch, BCR kiểm soát việc kích hoạt tế bào B. Các tế bào B có thể thu thập và lấy các kháng nguyên bằng cách tham gia các mô đun sinh hóa để phân cụm thụ thể, lan rộng tế bào, tạo ra lực kéo và vận chuyển thụ thể, cuối cùng lên đến đỉnh điểm trong việc xử lý nội tiết và kháng nguyên. Hoạt động cơ học của tế bào B tuân thủ một mô hình phản hồi tiêu cực và tích cực điều chỉnh lượng kháng nguyên bị loại bỏ bằng cách điều khiển trực tiếp động lực của liên kết kháng nguyên BCR. Đặc biệt, việc nhóm lại và lan truyền làm tăng mối quan hệ của kháng nguyên với BCR, do đó chứng minh độ nhạy và khuếch đại. Mặt khác, các lực kéo làm mất đi kháng nguyên từ BCR, do đó kiểm tra chất lượng liên kết kháng nguyên.
Khoang liên kết của thụ thể bao gồm một kháng thể gắn màng, giống như tất cả các kháng thể, có một vị trí gắn kháng nguyên duy nhất và được xác định ngẫu nhiên. Đáng chú ý là BCR cho một kháng nguyên là một cảm biến quan trọng cần thiết để kích hoạt, tồn tại và phát triển tế bào B. Một tế bào B được kích hoạt bởi lần gặp đầu tiên với một kháng nguyên liên kết với thụ thể của nó ("kháng nguyên nhận thức"), tế bào tăng sinh và biệt hóa để tạo ra một quần thể tế bào B tiết ra kháng thể và tế bào B nhớ. Thụ thể tế bào B (BCR) có hai chức năng quan trọng khi tương tác với kháng nguyên. Một chức năng là truyền tín hiệu, liên quan đến những thay đổi trong quá trình oligome hóa thụ thể. Chức năng thứ hai là trung gian hóa nội bộ để xử lý tiếp theo kháng nguyên và trình diện các peptide cho các tế bào T hỗ trợ.